# Научни ратови
Научни ратови представљају низ интелектуалних размена између тзв. научних реалиста и постмодернистичких критичара на тему природе научне теорије и интелектуалног упита. Тај догађај се одвијао у Сједињеним Америчким Државама, деведесетих година прошлог века, у академским и осталим медијима. Научни реалисти (попут Нормана Левита, енгл. Norman Levitt; Паула Р. Гроса, енгл. Paul R. Gross; Жан Брикмонта, фр. Jean Bricmont; и Алана Сокала, енгл. Alan Sokal) су тврдили да је научно сазнање стварно, и оптужили постмодернисте да су негирали научну објективност, научни метод, емпиризам, као и научно сазнање. Постмодернисти су тумачили идеје Томаса Куна о научним парадигмама, где су они сматрали да су научне парадигме, ништа друго него социјална конструкција, чак и филозофи попут Паула Фејерабенда, је био заговорник идеје да остале форме стицања знања (супротне од реалних) су боље служиле људским личним и духовним потребама.

## Научни ратови
Иако многе теорије повезане са постмодернизмом нису имале утицаја у природним наукама, тзв. научни реалисти су сматрали да би оне требало да се користе у природним наукама. Наиме, они су сматрали да је огромна количина академских остварења управо резултат негирања објективности и реализма, и да су били под утицајем највећих постмодернистичких филозофа двадесетог века (попут Жака Дериде; Жила Делеза), чије радове сматрају бесмисленим и непоузданим. Конкретно циљају на широк спектар поља истраживања, попут културолошких студија, феминистичких студија, компаративне књижевности, и посебан значај придодају научним и технолошким студијама, које користе такве методе као научне.

## Историјска позадина
До средине двадесетог века, филозофија науке је била фокусирана на одрживости научних метода и сазнања, желећи да оправда истину научних теорија и посматрања, покушавајући да открије, на филозофском нивоу, зашто је наука ваљана. Карл Попер, један од првих противника логичког позитивизма двадесетог века, одбацио је класичну посматрачку форму из научне методике, како би дао предност емпиријској фалсификацији. Он је такође познат и по томе што је био против класичне верификације сазнања, коју је заменио критичким рационализмом. Његове критике научних метода су усвојене од стране неколицине постмодернистичких критичара.
Добар број филозофа двадесетог века су сматрали да су логички модели "чисте" науке непримењиви на било какав облик научне праксе. Тек је публикација Томас Кунове (енгл. Thomas Kuhn) књиге "Структура научне револуције", 1962. године у потпуности отворила студију о науци новим дисциплинама, сугеришући, да је еволуција науке једним делом социјално одређена, а да притом не управља под простим законима логике које се намећу од стране логичких позитивиста.
Кун је описао да развој научног сазнања није линеарног раста у истини и разумевању, већ да је низ периодичних револуција које су оповргле стари научни ред и заменило га новим, које је назвао парадигмама. Кун придодаје много овог процеса интеракцијама и стратегијама људских учесника у науци, а не сопственим логичким структурама.
Неки су тумачили Кунове идеје као да оне означавају да су научне теорије, у потпуности или парцијално, социјални конструкти, што су многи протумачили као побијање тврђења да наука представља објективну стварност (иако се многи социјални конструктивисти нису слагали са овом тврдњом), и да је стварност имала мању, или потенцијално небитну улогу у формирању научних теорија. Жером Равец (фр. Jerome Ravetz) 1971. године објављује "Scientific Knowledge and its Social Problems", књига која описује улогу научног друштва, као социјалног конструкта, коју има приликом прихватања или одбијања објективног научног сазнања.

### Постмодернизам
Одређени број различитих филозофских и историјских школа, које су себе груписале заједно у талас постмодернизма, су почели са поновним тумачењем научних остварења прошлости из перспективе практичара, често узимајући у обзир утицај политике и економије у развоју научних теорија сходно научним посматрањима. Уместо да се на рад научника гледа као на позитивистичко посматрање, многи научници у прошлости су бивали испитивани о њиховој сексуалној оријентацији, раси, класи, итд. Неки радикалнији филозофи попут Паула Фејерабенда, сматрали су да су научне теорије саме по себи некохерентне и да су остале форме научног сазнања  (попут оних коришћених у религији) користиле као материјал за духовну потребу практичара са истом једнакошћу као и валидна научна објашњења.
Имре Лакатос (мађ. Imre Lakatos) је напредовао у својој теорији смештеној између ове две струје, сачињене од постмодерниста и реалиста. За Лакатоса, научно сазнање је прогресивно, али не напредује стриктно линеарном путањом, при ком се сваки део надовезује на други, већ као приступ у ком се "језгро" теме истраживања успоставља помоћним теоријама које могу саме бити фалсификоване или замењене без ризика да се може било како компромитовати само језгро. Социјални услови и ставови утичу на то колико појединац покушава да пружа отпор фалсификовању ради теме истраживања самог језгра, али тема сама по себи има објективан статус заснован на на његовој релативној објашњавалачкој способности. Пружати отпор фалсификовању само постаје ad-hoc и може шкодити знању када се алтернативна тема са знатно већом објашњавалачком способношћу негира у корист неке која има знатно мању објашњавалачку способност. Наиме, пошто мења теоријско језгро, које може имати широке последице на остала поља истраживања, прихватање нове, измењене методе је такође револуционарно колико и прогресивно. Сходно томе је за Лакатуса значај науке управо у томе да она буде и прогресивна, као и револуционарна, социјално информисана колико и објективно оправдана.

## Сам догађај
У књизи  "Higher Superstition: The Academic Left and Its Quarrels With Science" објављен 1994. године, научници Паул Р. Грос и Норман Левит оптужују постмодернисте за такозвани анти-интелектуализам, на основу представљеног одсуства релативизма, и предлажу да постмодернисти знају мало о научним теоријама које критикују и да се баве лошом науком из искључиво политичких разлога. Аутори инсистирају да "научни критичари" погрешно разумеју теоријске приступе које критикују, изражавајући се у карикатурама, уместо навођењем самих чињеница. Сама публикација ове књиге је узрок почетка тзв. научних ратова. Касније је управо та књига инспирисала научну конференцију одржану од стране њујоршке академије наука под називом "Лет од науке и разлога", коју су организовали аутори књиге лично. Махом се дискутовало о томе на који се начин особе, које су ван научног света, односе према науци.

### Научни ратови уСоцијалном тексту
Социјални текст, објављен 1996. године (од стране Дјук Универзитета, енгл. Duke University), сачињен од кратких чланака од стране постмодернистичких академика који се баве областима социјалне науке, у којима је назначена улога друштва и политике у науци. Уредник овог текста је изјавио да је напад на научне студије, ништа више до конзервативне реакције на чињеницу да се финансирање научних истраживања знатно смањило.
Историчарка Дороти Нелкин (енгл. Dorothy Nelkin) окарактеризовала је енергичан одговор научника као "позив на мобилизацију услед пропалог брака науке и државе", иако је то у супротности са нарави научника да избегавају учешће у политичким окршајима и претњама. Након Хладног рата војно финансирање науке је заустављено, из разлога што су агенције као финансијери тражили поузданост. Нелкин указује да су критичари постмодернизма били само "жртвена јагњад", како би скренули пажњу са проблема науке.
Такође је 1996. године, физичар по имену Алан Сокал (енгл. Alan Sokal) је дао свој допринос, у виду чланка, Социјалном тексту, у ком заповеда да је квантна гравитација лингвистички и социјални конструкт и да квантна физика подржава постмодернистичку критику научне објективности. Након дугог одлагања објављивања чланка, услед Сокаловог одбијања да размотри ревизије, чланак бива објављен у издању названом "Научни ратови", као релевантну литературу која иде у корист постмодернистима. Касније је Сокал открио јавности да је то био пародија-чланак, наиме, то је био експеримент, којим је тестирао "интелектуалну строгост академског часописа" који би, његовим речима "објавили чланак слободно посољен глупостима ако би звучао добро и ако би ласкао уредниковим идеолошким опредељењима". Цео догађај је постао познат по имену Сокал aфера и изазвао већу покривеност конфликта од стране јавности и медија.

### Наставак конфликта
У првих неколико година након Сокал афере, озбиљност и интензитет дискусије се значајно повећала, већи део се фокусирао на помирење "зараћених" страна постмодерниста и научника. Један од значајних догађаја био је "Наука и њени критичари", конференција одржана 1997. године. Скупила је научнике, као и оне који проучавају науку, међу којима су Сокал и Стеве Фулер (енгл. Steve Fuller) били међу главним говорницима. Конференција је покренула последњи талас широке медијске покривености, али није разрешила ниједан фундаментални проблем социјалне конструкције и објективности у науци. Било је и осталих покушаја да се разреши проблем, али безуспешно су се завршавали сви.
Богданов афера 2002. године  је послужила као "крај књиге" Сокаловој афери, која се десила након рецензија, прихватања и објављивања радова, касније потврђених да су измишљотина. Професор физике Универзитета Корнел (енгл. Cornell University) је сматрао да су случајеви различити и да чињеница да неки часописи и научне институције имају низак стандард није релевантан закључак ичега. Касније се часопис оградио од те афере сменом уредника, истичући да "је стандард опао због чињенице да се претходни уредник разболео и умро."

### Крај сукоба
Интересовање за научне ратове повремено је расла у задњим деценијама, са већим порастом интересовања у протеклих пар година. Иако се догађаји повремено помињу у тзв. мејнстрим медијима (енгл. mainstream media), али су имали минималан утицај на научни свет и на њене критичаре. Обе стране настављају да одржавају став да једна страна не разуме теорије друге. По речима Бруно Латоура (фр. Bruno Latour) "научници увек на свим састанцима причају о "грађењу моста између две стране", али када мост крене да се прави са супротне стране, они ужаснуто устукну пред тим, и желе да наметну најчуднију контрадикцију слободи говора још од Сократа (грч. Σωκράτης), који је рекао: нека о науци говоре само научници!"
Наиме, у скорије време је један од водећих заговорника идеје критичара теорије је признао да су неке критике знале да буду контра-продуктивне и да су тиме само храниле супротну страну. Пишући о овом догађају, Латоур, се осврнуо на контекст глобалног загревања, написао је "опасни екстремисти користе поприлично сличан аргумент као социјални конструктори како би уништили тешко-освојене доказе које би нам спасле живот. Да ли сам погрешио учешћем у креирању поља названог студије науке? Да ли је довољно да кажемо да ми нисмо стварно мислили оно што смо казали?"
У 2016. години аутор Шон Лоренс Ото у својој књизи "Рат науке, ко води, зашто је битно, и шта ми можемо учинити поводом тога", је назначио да ће победник у научном рату " зацртати будућност моћи, демократије као и слободе саме".